# Újvinga
Újvinga (románul: Călugăreni, 1964-ig Vinga Nouă, népiesen Dealul Vinghii vagy Deal, németül Neuwinga vagy Winga an der Marosch) falu Romániában, a Bánátban, Arad megyében.

## Fekvése
A Maros bal partján, Aradtól tizennégy kilométerre délnyugatra fekszik.

## Nevének eredete
Magyar, német és korábbi román nevét az anyaközség Vingáról kapta. Hagyományos, informális román nevének jelentése 'domb' ill. 'Vinga dombja'. Ezek nem domborzati alakulatra utalnak, hanem külterületi, intenzív művelésű kertekre (vö. szőlőhegy). Mai román hivatalos nevét nyilvánvalóan a szomszédos hódosbodrogi kolostor szerzetesei ihlették.

## Története
Vingai bolgárok telepítették a várostól távol, a Maros menti földjeikre román szolgákkal, akik ott ártéri növénytermesztést folytattak. Magyarország második katonai felmérésén már szerepel, de telepítésének meg kellett előznie a Maros 1839–1845-ös szabályozását, amely a folyó kanyarulatát holtágként levágta. 1933-ban vált külön Vingától. 1919 és 1954 között árvaház működött benne, amelyet akkor Mácsára helyeztek át. Iskolája 1933-tól 1954-ig volt, amikor a gyermeklétszám csökkenése miatt bezárták. Itt talált új otthonra az 1970-es árvíz által elmosott Óbodrog több családja. Az elnéptelenedő település lakói az aradi piacra görög- és sárgadinnyét termesztettek. 2004-től kezdve fokozatosan újraéled, miután keleti peremén új lakóövezet kezdett kiépülni.

## Népessége
- 1910-ben 174 lakosából 117 volt román, 46 német és hat szlovák anyanyelvű; 118 ortodox és 56 római katolikus vallású.
- 1941-ben 203 lakosából 183 volt román és nyolc német.
- A 2002-es népszámláláskor 239 lakosából 236 fő volt román és három magyar.